# Biquini (banda)
Biquini, anteriormente conhecida como Biquini Cavadão, é uma banda de rock brasileira, formada em 1985 no Rio de Janeiro, por Bruno Gouveia (vocal), Miguel Flores (teclados), Álvaro Birita (bateria) e Carlos Coelho (guitarra), tendo atualmente, como músicos convidados Marcelo Magal (baixo) e Walmer Carvalho (saxofone).

## História
Bruno Gouveia, Álvaro Birita, Miguel Flores e André Sheik, colegas de terceiro ano do Colégio São Vicente de Paulo, e que decidiram tocar junto com mais alguns amigos, num sarau, decidiram fazer daquela ousadia um hábito. Após muitas formações, ouviram em uma visita do amigo Herbert Vianna a inspiração do nome da banda, com ele dizendo que “Se eu tivesse essa idade, só pensaria em mulher, carros e biquíni cavadão”.
A primeira composição do grupo foi "Tédio", que foi o chamariz para que Beni Borja insistisse em gravá-los. A demo, que contou com Herbert Vianna na guitarra, foi parar na rádio Fluminense FM, berço de várias bandas de rock na década de 1980. O sucesso da demo, os levou à Polydor para gravar um compacto simples no início de 1985.
Faltava um guitarrista e Carlos Coelho apareceu logo após o segundo show profissional realizado pela banda. Sua integração se deu rapidamente colaborando nas composições e gravando todos os programas de televisão. Era como se ele apenas tivesse faltado no dia de tirar fotos para a capa do compacto.
Em meados do mesmo ano, é lançado um mix com "Tédio" e "No Mundo da Lua", que também chegou às paradas de sucesso.
Em 1986, é lançado o primeiro álbum do grupo, Cidades em Torrente. Além dos dois hits iniciais, ainda emplacaram "Timidez" e "Inseguro de Vida". O álbum atingiu a marca de 60 mil cópias vendidas em fevereiro do mesmo ano. Foram eleitos a revelação de 1985 e excursionam por quase todo o país.
Em 1987, é lançado o segundo álbum, A Era da Incerteza, que atingiu a marca de 50 mil copias e foi embalado por músicas como "Ida e Volta" e "1/4".
Em 1989, é lançado o terceiro álbum, Zé, que emplacou três hits nas rádios: "Teoria", "Meu Reino" e "Bem Vindo ao Mundo Adulto".
Em 1990, o remix de "Bem Vindo" pôs o grupo de volta às paradas nas rádios do Rio de Janeiro. No ano seguinte foi a vez de "Meu Reino '91" (um lar em Brixton) fazer sucesso alguns meses antes do lançamento do quarto álbum do grupo, Descivilização.  Em setembro, "Zé Ninguém" deu a partida para uma série de primeiros lugares em várias rádios do Brasil. No ano seguinte, "Impossível" e "Vento, Ventania" definitivamente consagraram a banda. "Vento Ventania" foi eleita a música do ano e o grupo, novamente, grupo revelação. Outras faixas como "Cai Água, Cai Barraco", "Arcos" e "Vesúvio" também estouraram pelo país.
Em 1993, a banda participou do Hollywood Rock, abrindo a noite das bandas Alice in Chains e Red Hot Chili Peppers. No meio do ano, o grupo se transferiu para a Sony Music e lançaram, como aperitivo para o novo álbum, a regravação de "Chove, Chuva", de Jorge Ben Jor.
No ano seguinte, é lançada a coletânea O Melhor do Biquini Cavadão, contendo um resumo dos nove anos de carreira enquanto a banda se trancava em uma velha casa para compor o seu novo disco, Agora. Músicas como "O Idiota Eletrônico", "Sobrancelhas" e "Porque Você Não Estava Aqui" começaram a despontar nos shows. Eles fecharam o ano de 1994 regravando "Ilegal, Imoral ou Engorda" para o disco Rei em homenagem a Roberto Carlos.
Passaram o ano de 1995 excursionando comemorando os dez anos com shows no Brasil e Estados Unidos. Lançaram um songbook e criam o primeiro e-mail de um conjunto de rock no Brasil, passando a se comunicar também pela Internet.
No ano de 1996, como consequência deste fato, foram a primeira banda a ter um site oficial no Brasil. Foram visitados constantemente por brasileiros espalhados pelos quatro cantos do país e diversos pontos do mundo, como Europa, Japão, Costa Rica, Argentina e Tailândia. Também neste ano o Biquini esteve presente em lançamentos literários. A banda finalmente lançou o seu RockBook, livro de partituras com biografia e dados estatísticos. Rescindiram o contrato com a Sony Music e passaram o final do ano compondo e gravando o novo disco previsto para sair em 1997 com o nome de biquini.com.br. Durante os meses de março e abril, negociaram com gravadoras e acabam fechando com a BMG. Entram novamente em estúdio e regravam algumas faixas, além de incluir outras inéditas. Bruno viajou para Nova Iorque e gravou vozes para alguns remixes. Enquanto isso, o disco O Melhor do Biquini Cavadão ultrapassava as 100 mil cópias. O departamento de marketing da BMG sugere o lançamento em '98 e o grupo passa a ensaiar um novo show.
Em parceria com a Unisys do Brasil, biquini.com.br apresentou uma faixa interativa desenvolvida pela 10Minutos e se torna o primeiro disco de áudio lançado no país com um kit de acesso à Internet. "Janaína" estreou nas rádios e se tornou um sucesso nacional. O clip foi indicado no VMB da MTV para a categoria "escolha da audiência". O disco cresceu nas vendagens ao mesmo tempo em que a Polygram lançou um projeto especial contendo Remixes da banda. "Tédio (Remix)" e "Sabor do Sol" entram com força nas rádios do país a partir do segundo semestre. Imersos na tecnologia, gravam o disco seguinte com transmissão de fotos diretamente do estúdio, além de incluírem um diário de todo o processo - isto quase 5 anos antes de alguém falar em blog, fotolog ou redes sociais. Escuta Aqui, que teve apoio da Apple, trouxe mais uma faixa interativa, sucessos como "Quando Eu Te Encontrar", "Você Existe, Eu Sei" e a faixa título. Neste ano, completaram mil shows mas tiveram sua primeira baixa. Sheik, o baixista, saiu no fim de 2000. A banda passaria a usar só baixistas convidados. Mais tarde Sheik processaria a banda exigindo a maior parte de seus direitos atuais.
Em 2001, reduzidos a um quarteto, o grupo voltou à Universal Music, participou do Rock In Rio III e lançou o álbum 80, interpretando sucessos de seus amigos e contemporâneos da década de 1980. As versões da banda para "Carta aos Missionários", do grupo Uns e Outros, e "Toda Forma de Poder", dos Engenheiros do Hawaii, ganharam força nos palcos, mas foi "Múmias", do próprio Biquini, que voltou com tudo nas rádios. A canção traz a voz original de Renato Russo (falecido havia cinco anos) em novo arranjo da banda para os versos "esperamos pela vida vivendo só de guerra" e tomou de assalto as rádios coincidentemente na época dos ataques de 11 de setembro de 2001. Com uma nova formação no palco, incluindo metais, o grupo foi gradativamente aumentando sua força nos shows pelo país. Uma nova geração veio a descobrir o Biquini, especialmente aquela que ia aos grandes festivais: gente que muitas vezes nem era nascida quando a banda surgiu, mas que descobriu que sabia de cor as canções antigas (embaladas por pais, tios, primos mais velhos).
A inéditas "Dani", "Vou Te Levar Comigo" e "Quanto Tempo Demora Um Mês" também caíram na boca do povo. O resultado disso foi gravado no Ceará Music, em Fortaleza, nos dias 27 e 28 de novembro de 2004, e no ano seguinte se transformou no primeiro DVD do grupo, intitulado Biquini Cavadão ao Vivo, celebrando seus vinte anos de carreira, com as marcas de CD de ouro e DVD de platina, além de uma extensa turnê por todo país e fora dele, revitalizando a carreira do grupo. O sucesso do álbum ao vivo, inclusive, fez com que a banda adotasse como logotipo uma silhueta da fotografia de Bruno na capa. Tornaram-se presença obrigatória nos principais festivais e iniciaram em 2007, um novo ciclo, agora independentes. Gravaram três álbuns de uma só vez, a coletânea Sucessos Regravados 1985/2007, volumes 1 e 2, o inédito Só Quem Sonha Acordado Vê o Sol Nascer e não pararam de colecionar sucessos, como a faixa Em Algum Lugar no Tempo.
Em 20 de setembro de 2008, a banda gravou no Circo Voador, Rio de Janeiro, seu segundo DVD, 80 Vol. 2 ao Vivo no Circo Voador, continuação do álbum 80, lançado em 2001. Com convidados projetados num telão digital, o grupo fez uma segunda homenagem ao rock brasileiro trazendo várias participações especiais. O rock da nova geração se fez presente com Tico Santa Cruz (Detonautas Roque Clube) e Egypcio (Tihuana), enquanto Claudia Leitte e Hudson provaram que o rock também influenciou artistas de outros estilos. A turnê deste DVD varreu o país por mais de vinte estados e mais de cem shows em 2009. Ao mesmo tempo, o primeiro DVD do grupo chegou à marca de diamante com mais de cem mil cópias vendidas, totalizando assim mais de um milhão de discos em sua carreira.
Em 2009, Bruno havia dado uma entrevista na internet, falando sobre o processo criativo do novo álbum da banda. Para comemorar os 25 anos do álbum Cidades em Torrente, em 2011, não haverá nenhum álbum comemorativo e sim de inéditas, contou o vocalista da banda, que fez parcerias com bandas da década de 1990 e 2000 como Jota Quest e Fresno. Depois de alguns meses da entrevista acima, chegou as rádios e as emissoras musicais a música "Acordar pra Sempre com Você", uma parceria da banda com Lucas Silveira. A música teve boas execuções em rádios dedicadas ao pop rock.
Em 2010, a banda gravou para a novela Ti Ti Ti, da TV Globo, uma versão da música "Agora é Moda", composição de Rita Lee e Lee Marcucci. A canção teve boas execuções nas telinhas, e no final do mesmo ano, foi lançada uma nova versão com a presença de Rogério Flausino. A banda continuou lançando apenas singles e videoclipes. Em 2011, foi a vez de "É Dia de Comemorar", em um videoclipe dirigido pelo guitarrista Carlos Coelho e gravado no Réveillon 2011, em Fortaleza (CE), onde gravaram seu primeiro DVD.
Em setembro de 2012, foi anunciado o nome do novo álbum, Roda-Gigante. Além do formato físico, a banda lançou o novo trabalho no formato digital, com a distribuição da Warner Music. As faixas gravadas desde 2009 entraram no álbum. E com "Entre Beijos e Mais Beijos", o grupo voltou às paradas de sucesso. O álbum foi lançado num revolucionário formato de pen-drive, desenvolvido pela NEO, e também em vinil picture disc. Em setembro, a faixa-título "Roda-Gigante" foi indicada ao Grammy Latino na categoria de Melhor Canção Brasileira. Isto os impulsionou a fazer um registro ao vivo em 2014. A cidade escolhida foi Goiânia, por ser localizada no centro do país, e também ser um grande reduto de fãs da banda. Gravado no Palácio da Música no Espaço Oscar Niemeyer, Me Leve Sem Destino rendeu um CD duplo, DVD e blu-ray, lançado pela Sony Music para celebrar os 30 anos da banda no ano seguinte.
Em janeiro de 2017, a banda lançou seu novo álbum de inéditas que se chama As Voltas Que o Mundo Dá, produzido por Liminha, que colecionou sucessos radiofônicos como "Um Rio Sempre Beija o Mar" e "Soltos Pelo Ar" e alguns destaques: "Arco-Íris", "Você Marcou" e "Descobrimentos". A tour deste álbum seguiu por quase dois anos.
Em 2018, a banda decide homenagear Herbert Vianna gravando o álbum Ilustre Guerreiro, que tem oito grandes sucessos regravados, com arranjos especiais, sob a produção de Liminha, lançado em 30 de novembro. O nome Herbert tem origem germânica e sua tradução significa “Ilustre Guerreiro”. A turnê do álbum mesclava as canções deste álbum, com os hits do Biquini. Em 12 de junho de 2021, sai o registro Ilustre Guerreiro (Ao Vivo), gravado em 1º de novembro de 2018 no Teatro Bradesco, em São Paulo.
Em novembro de 2021, lançam o álbum autoral Através dos Tempos.
Em abril de 2022, a banda decidiu abreviar o nome, que passou a se chamar apenas Biquini. A mudança se deu por vários motivos e origens.

## Integrantes

### Formação atual
- Bruno Gouveia: voz (1985–presente)
- Carlos Coelho: guitarra, violão, vocal de apoio (1985–presente)
- Miguel Flores: teclados, vocal de apoio (1985–presente)
- Álvaro Birita: bateria (1985–presente)

### Antigos integrantes
- André Sheik: baixo, vocal de apoio (1985–2000)

### Músicos convidados atuais
- Marcelo Magal: baixo e vocal de apoio (2008–presente)
- Walmer Carvalho: saxofone, flauta, percussão, violão e vocal de apoio (2001–presente)

### Antigos músicos convidados
- Ronaldo Cunha Lima Filho: percussão (1986–1990; 2003–2010)
- Luis Campelo: guitarra (1988)
- Márcio Romano: percussão (1989)
- Syang: guitarra (1991)
- Mário Cavalcante: percussão e vocais (1992–1999)
- Felipe Eyer: guitarra (1993)
- Marcius Alessandro: vocais (1994–1997)
- Arnaldo Andrade: teclados (1996)
- Patrícia Carvalho-Oliveira: vocais (1998)
- Myriam Eduardo: vocais (1998)
- Lovie: vocais (1998)
- Cândida Ribeiro: vocais (1998)
- Maurício Barros: teclados e vocais (1999)
- Patrick Laplan: baixo e vocais (2000–2008)
- André Macca Agrizzi (Macarrão): baixo (2002–2004)
- Márcio Alencar: baixo e vocais (2007)
- Gian Fabra: baixo (2007)
- Alexandre Oliveira: trompete (2007–2010)
- Guilherme Rael: vocais (2008)
- Cássio Oliveira: saxofone (2011, 2013)
- Edson "Figurótico" Pineschi: guitarra e vocal (2014–2016)
- Dudu Viana: teclados (2022, 2024)
- Tucka Silva: baixo (2023)

## Discografia

### Álbuns de estúdio
- Cidades em Torrente (1986)
- A Era da Incerteza (1987)
- Zé (1989)
- Descivilização (1991)
- Agora (1994)
- biquini.com.br (1998)
- Escuta Aqui (2000)
- 80 (2001)
- Só Quem Sonha Acordado Vê o Sol Nascer (2007)
- Roda-Gigante (2013)
- As Voltas Que o Mundo Dá (2017)
- Ilustre Guerreiro (2018)
- Através dos Tempos (2021)
- 12 de junho (2023)

### DVDs e álbuns ao vivo
- Ao Vivo (2005)
- 80 Vol. 2 - Ao Vivo no Circo Voador (2008)
- Me Leve Sem Destino (2014)
- Ilustre Guerreiro - Ao Vivo (2020)

### Coletâneas
- Sucessos Regravados 1985/2007 (Volume 1 e Volume 2) (2007)